# Ampelografia
L'ampelografia (dal greco antico ἂμπελος?, àmpelos, "vite" e γραφὶα, graphìa, "descrizione") è la disciplina che studia, identifica e classifica le varietà dei vitigni attraverso schede, che descrivono le caratteristiche dei vari organi della pianta nel corso delle diverse fasi di crescita. La terminologia e le modalità di impiego sono stabilite a livello internazionale. La tecnica ampelografica descrittiva è affiancata dalle tecniche morfometriche e ampelometriche atte a misurare gli organi vegetali. Le misure trovate vengono convertite in indici biometrici.

## Etimologia
Il nome deriva da quello del giovane satiro Ampelo, amato dal dio Dioniso.

## Principi
L'esistenza di una molteplicità di vitigni deriva dal fenomeno della variabilità genetica, il meccanismo per cui da ogni incrocio nascono organismi leggermente differenti da entrambi i genitori, di cui ricombinano variamente i caratteri. Oltre che dalla variabilità all'incrocio nuovi vitigni possono derivare da mutazioni gemmarie, che si realizzano, cioè, indipendentemente da un processo di accoppiamento di elementi riproduttivi maschili e femminili. Comunque ottenuto, un nuovo vitigno, come qualunque nuova pianta da frutto, deve essere propagato per via "agamica", cioè mediante innesto, siccome sottoponendolo a un regolare processo riproduttivo (unione di polline e ovario) i caratteri ritenuti pregevoli si ricombinerebbero, e sarebbero perduti.

## Storia
L'uomo apprese assai precocemente a moltiplicare per innesto le piante da frutto che presentavano caratteri gradevoli, quindi anche le viti. Nel maggiore trattato agronomico latino Lucio Giunio Moderato Columella distingue con chiarezza vitigni di alta produttività e vitigni di produttività modesta, ma dal grande valore gustativo, ed elenca circa quaranta vitigni di cui identifica con precisione i principali caratteri ampelografici: forma delle foglie e dei grappoli, soggezione alle avversità, produttività, valore del vino che se ne ricava.
Nel Cinquecento Agostino Gallo illustra le peculiarità di una serie di vitigni. L'autore dimostra il disorientamento dei cantinieri italiani di fronte al nuovo gusto del vino, il gusto moderno, dei signori francesi che hanno conquistato il Ducato di Milano, entusiasti del paese conquistato tranne che dei suoi vini, per il gusto francese imbevibili. Nel Settecento l'Abate Rozier propone il primo monumentale dizionario agrario, un catalogo illustrato di vitigni. L'opera alla voce Vin, redatta da Antoine Chaptal, propone le fondamenta della scienza enologica moderna.
La grande stagione della pedologia corrisponde, peraltro, alla peggiore delle catastrofi che investano la viticoltura del Vecchio Continente tra la metà dell'Ottocento e l'inizio del secolo successivo: la fillossera, l'insetto radicicolo importato dal Nuovo Mondo, che, minacciando la distruzione di tutti i vigneti europei, costringe a ricercare i vitigni americani, o gli ibridi tra vitigni americani e vitigni europei da usare come portinnesti, siccome immuni al parassita, per innestarvi i migliori vitigni della tradizione europea.
La ricerca di vitigni ibridi adeguati ai terreni delle diverse regioni della viticoltura europea, che siano adatti agli specifici vitigni di quella regione, di cui favoriscano lo sviluppo senza alternarne i pregi organolettici, impone un immenso lavoro ampelografico, che vede protagonisti i grandi ampelografi francesi, in primo luogo Pierre Viala, autore della più monumentale opera ampelografica della storia degli studi agronomici, l'Ampélographie, pubblicata grazie al supporto di Victor Vermorel, in 7 volumi, editi tra il 1901 e il 1910. Sempre in Italia, occorre anche ricordare la Pomona Italiana di Giorgio Gallesio, pubblicata tra il 1817 e il 1839, che contiene una sezione dedicata alla uve. In Italia guida validamente l'opera di selezione il maggiore ampelografo del Paese, Domizio Cavazza.
Tra le importanti iniziative per aumentare la conoscenza della viticoltura italiana, va ricordata la Mostra Ampelografica che si tenne a Forlì nel settembre del 1876, che ebbe una duratura risonanza nazionale. Non bisogna poi dimenticare il grande contributo alla viticoltura e alla enologia italiana reso dal conte Giuseppe di Rovasenda, autore del Saggio di Ampelografia Universale (uscito nel 1877, proprio l'anno successivo alla mostra forlivese), nativo di Verzuolo e dal barone Antonio Mendola di Favara. Quest'ultimo raccolse una collezione di varietà di uva che venne definita una delle più grandi al mondo, e fu membro della Commissione Ampelografica del Ministero dell'Agricoltura italiano. Entrambi collaborarono alla stesura dell'opera del francese Victor Pulliat "Le Vignoble" (1874-1879).
Nei decenni successivi svolgerà un'opera lungimirante per eliminare dai vigneti italiani i vecchi vitigni per vini "da osteria" e sostituirli con vitigni adeguati al gusto moderno del vino, il gusto di vini aromatici, chiari, di corpo adeguato, serbevoli e di gradazione moderata, un altro grande ampelografo, Giovanni Dalmasso, lo studioso cui le autorità fasciste rimettono la decisione della delimitazione dell'area del Chianti, un problema che, degenerato nelle dispute tra senesi e fiorentini, ha acceso tra proprietari patrizi delle due province dispute che, animate dal vino, hanno mostrato i caratteri peculiari della rissa da taverna. Tra il 1952 e il 1966, per iniziativa del Ministero Agricoltura e Foreste, venne pubblicata in Italia l'opera in cinque volumi Principali vitigni da vino coltivati in Italia, della quale Italo Cosmo curò la redazione e il coordinamento con un lavoro considerato monumentale.
Una recente iniziativa editoriale italiana, la pubblicazione dell'Ampelografia Universale Storica Illustrata da parte dell'Artistica Editrice, ha riproposto i testi dell'Ampélographie di Pierre Viala, la sezione delle uve contenute nella Pomona Italiana di Giorgio Gallesio e l'Ampelografia Italiana del Ministero dell'Agricoltura Italiano. I testi tratti dall'Ampélographie sono stati tradotti dal francese e riproposti nei loro contenuti più importanti da parte di Anna Schneider, Giusi Mainardi e Stefano Raimondi, con un'introduzione a cura di Pierre Galet. Complessivamente, l'Ampelografia Universale Storica Illustrata raccoglie le schede di 551 vitigni provenienti da tutto il mondo. Tutte le schede sono in italiano-inglese, con testo a fronte e corredate da cromolitografie a colori di grande formato, che illustrano il vitigno descritto.